# اسپرسی آهنگرانی
اسپرسی آهنگرانی (نام علمی: Hedysarum renzii) نام یک گونه از سرده اسپرسی است.